# France UPRA Sélection
France UPRA Sélection est la fédération française qui regroupe les organismes de sélection et les associations d'éleveurs tenant les livres généalogiques des différentes races animales. Elle a pour but de représenter ces associations d'éleveurs et leur assurer un appui technique. Cette structure fédérative a été créée en 1947 et s'appelait alors Comité Fédératif National des Livres Généalogiques, avant de devenir l'UNLG en 1959.
La fédération se prénomme désormais Races de France.